# Esporte Clube Juventude
Esporte Clube Juventude, còn được gọi là Juventude, là một đội bóng đá Brazil ở Caxias do Sul, Rio Grande do Sul. Câu lạc bộ này đã thi đấu nhiều lần ở Série A, giành được Copa do Brasil và Série B một lần và thi đấu một lần tại Copa Libertadores.
Đối thủ lớn nhất của Juventude là Caxias.

## Lịch sử
Juventude được thành lập vào ngày 29 tháng 6 năm 1913 với 35 thanh niên chơi bóng đến từ Caxias do Sul, hậu duệ của những người nhập cư Ý, là một trong những câu lạc bộ bóng đá đầu tiên trong cộng đồng này. Antônio Chiaradia Neto được chọn làm chủ tịch đầu tiên của câu lạc bộ.
Vào ngày 20 tháng 7 năm 1913, Juventude đã chơi trận đầu tiên với Serrano, đến từ thành phố Carlos Barbosa, Rio Grande do Sul. Trận đấu kết thúc với thắng lợi 4-0 của Juventude.
Vào ngày 8 tháng 3 năm 1915, Juventude thua trận đầu tiên. CLB Fußball, đến từ thị trấn gần đó, đã đánh bại Juventude 4-1, chấm dứt chuỗi bất bại 23 trận của đội bóng.
Vào ngày 10 tháng 10 năm 1919, Juventude gia nhập hiệp hội bóng đá bang Rio Grande do Sul
Năm 1920, câu lạc bộ trở thành clb chuyên nghiệp sau khi ký hợp đồng với một số cầu thủ người Uruguay.
Vào ngày 11 tháng 12 năm 1975, trận đấu đầu tiên của Juventude với Caxias, kết thúc 1-0 với thắng lợi của Juventude. Bàn thắng được ghi bởi Da Silva. Trận đấu này được gọi là trận derby Ca-Ju.
Vào ngày 25 tháng 5 năm 1993, Juventude đã ký kết hợp tác với Parmalat, mang lại nhiều đầu tư hơn cho câu lạc bộ.
Vào ngày 4 tháng 12 năm 1994, Juventude đã giành được giải hạng hai Campeonato Brasileiro, đây là danh hiệu quốc gia đầu tiên mà câu lạc bộ giành được, được thăng hạng lên giải hạng nhất.
Vào ngày 7 tháng 6 năm 1998, Juventude đã vô địch Campeonato Gaúcho mà không thua một trận nào.
Vào ngày 27 tháng 6 năm 1999, Juventude đã giành được danh hiệu quốc gia quan trọng nhất, Copa do Brasil, giành quyền tranh giải Copa Libertadores vào năm sau.
Năm 2000, lần đầu tiên Juventude tham gia giải Copa Libertadores, nhưng câu lạc bộ đã bị loại ngay từ giai đoạn đầu tiên.
Cuối cùng vào năm 2013, Juventude đã hoàn thành Série D với vị trí thứ 2 và thăng hạng lên Série C cho mùa giải 2014. CLB thi đấu tại Série B năm 2017.

## Sân vận động
Sân vận động của Juventude là Estádio Alfredo Jaconi, khánh thành năm 1975, với sức chứa tối đa 23.519 người.